# オンエア8:00
『オンエア8:00』は、1972年3月27日から1976年4月2日まで信越放送（SBCテレビ）で放送されていた朝のワイドニュース番組である。

## 概要
信越放送は1971年4月から、キー局であるTBSが制作する3時間のワイドショー『モーニングジャンボ』をネットしていたが、その番組が1972年3月を最後に『モーニングジャンボ JNNニュースショー』（7:00 - 8:00）と『モーニングジャンボ奥さま8時半です』（8:30 - )に分割され、その空いた時間に企画された。なお、当時の信越放送ではテレビ信州開局の1980年9月まで、NET（現:テレビ朝日）制作の『モーニングショー』をネットしていた（1980年10月から『モーニングジャンボ奥さま8時半です』をネット）。
そこで当時、全国の地方局で流行しつつあった、ローカルのワイドニュース番組を制作することになり、誕生したのがこの番組である。しかし、当時はカラーフィルムでの取材が主流であり、また取材した映像を伝送するためのシステムが発達していなかったため、県内のニュースを集約することが出来なかった。また、ニュース以外の話題も取り上げていたため、本格的なワイドニュース番組に成熟するまでに至らず4年で終了を迎える。しかし一方で、夕方の時間に本格的なワイドニュース番組の必要性もあり、その結果生まれたのが、1976年4月5日に放送を開始した『SBCニュースワイド』である。
この番組終了以降は、TBS制作の番組がネットされるようになる。『8時の空』→『テレビ列島7時』（ここから7時から8時10分まで放送）→『朝のワイドX』→『朝のホットライン』→『JNN8時のニュース』と『ポーラテレビ小説』の再放送をネットしていた。

## 放送時間
- 平日 8:00 - 8:30